# Herojsko mesto Ukrajine
Herojsko mesto Ukrajine (ukrajinsko Місто-герой України) je ukrajinski častni naziv, podeljen za izjemno junaštvo med rusko invazijo na Ukrajino leta 2022. Marca 2022 ga je prejelo deset mest; poleg štirih, ki jih je za herojsko mesto imenovala že Sovjetska zveza. To simbolno odlikovanje za mesto ustreza individualnemu odlikovanju heroja Ukrajine.

## Zgodovina

### Sovjetska zveza
V času Sovjetske zveze je dvanajst mest prejelo čast naziva herojskega mesta, naziv je bil podeljen mestom, katerih prebivalci so v veliki domovinski vojni pokazali izjemno odločnost in pogum. Častni naziv je povezan z nagrado Heroja Sovjetske zveze, najvišjim priznanjem Sovjetske zveze. Več mest s tovrstnim nazivom se nahaja v nekdanji Ukrajinski sovjetski socialistični republiki, to so Odesa, Sevastopol, Kijev in Kerč. Status teh mest je podedovala država naslednica Ukrajina. Medtem ko vsa štiri mesta ležijo znotraj mednarodno priznanih meja Ukrajine, sta mesti Sevastopol in Kerč de facto ozemlji Republike Krim in zveznega mesta Sevastopol, ki ju po ruski priključitvi Krima leta 2014 nadzira Ruska federacija.
Uporaba izraza herojsko mesto je datirana v leto 1942 v članke časopisa Pravda. Prva uradna uporaba naziva sega na 1. maj 1945, ko je Josif Stalin izdal ukaz vrhovnega poveljnika št. 20, ki je ukazal streljanje častnih salv v herojskih mestih v Leningradu (danes Sankt Peterburg), Stalingradu (danes Volgograd), Sevastopolu in Odesi. 22. junija 1961 (ob 20. obletnici začetka velike domovinske vojne) je bil izraz "herojsko mesto" uporabljen za Kijev v ukazu, ki je Kijevu podelil Red Lenina in uvedel medaljo "Za obrambo Kijeva".
Nagrada herojskega mesta Sovjetske zveze je bila uradno uvedena 8. maja 1965 z ukazom predsedstva Vrhovnega sovjeta ZSSR ob 20. obletnici zmage v veliki domovinski vojni. Leta 1988 je bilo podeljevanje nagrade uradno prekinjeno.

### Ukrajina
Sodobni naziv herojskega mesta Ukrajine je bil uveden 6. marca 2022 po ruski invaziji na Ukrajino leta 2022 s predsedniškim odlokom št. 111/2022 Volodimirja Zelenskega. Nagrada je povezana s sodobnim ukrajinskim nazivom Heroja Ukrajine. V javni oddaji je Zelenski izjavil:
Odločil sem se označiti naša herojska mesta z naslovom, ki je včasih že obstajal. Ko je bila premagana drugačna invazija. Ampak podobna invazija. Vendar nič manj kruta invazija.— Volodimir Zelenski
Poleg obnovitve statusa Kijeva, Odese, Sevastopola in Kerča je odlok št. 111 podelil naziv tudi Černigovu, Gostomelu, Harkovu, Hersonu, Mariupolu in Volnovahi.
25. marca 2022 je Zelenski z odlokom št. 164/2022 naziv herojskega mesta podelil še 4 mestom, in sicer: Buči, Irpinu, Ohtirki in Mikolajivu.

## Seznam herojskih mest

### Černigov
- Bitka za Černigov
Ruske sile so 24. februarja 2022 začele obleganje Černigova. Po podatkih britanskega obrambnega ministrstva ruskim silam ni uspelo zavzeti mesta in so se namesto tega na poti do Kijeva odločile mesto obiti po alternativni poti. Ukrajinski uradniki so sporočili, da so se ruske sile usmerile proti bližnjima mestoma Sedniv in Semenivka. Ukrajinske vojaške sile naj bi zajele precejšnje število ruske opreme in dokumentov. Obleganje je bilo prekinjeno 31. marca.

### Gostomel
- Bitka za letališče Antonov in Bitka pri Gostomelu
Bitka za letališče Antonov se je začela 24. februarja 2022 med rusko invazijo na Ukrajino leta 2022. Medtem ko so ukrajinske sile odbile začetne napade ruskih zračnodesantnih enot, je letališče na koncu padlo 25. februarja po drugem valu ruskih sil. 29. marca so se ruske sile umaknile z letališča med umikanjem iz Kijevske oblasti.
Antonov An-225 Mrija, največje letalo na svetu, je bilo v času uvodnih spopadov na letališču. Pilot Antonova je sprva potrdil, da je ta navkljub spopadom nedotaknjen. 27. februarja pa so ukrajinski uradniki poročali, da je bila Mrija uničen v ruskem napadu. 4. marca je ruski državni televizijski kanal Channel One Russia predvajal posnetke, ki so kazali uničeno Mrijo. Do 2. aprila se je ruska vojska umaknila in Gostomel so ponovno zavzele ukrajinske čete.

### Harkov
- Bitka za Harkov
Bitka za Harkov se je začela 24. februarja kot del ruske vzhodne ukrajinske ofenzive. Harkov, ki se nahaja le 32 kilometrov južno od rusko-ukrajinske meje in je pretežno rusko govoreče mesto, je drugo največje mesto v Ukrajini in je od začetka veljalo za glavno tarčo ruske ofenzive. Trd ukrajinski odpor je rusko napredovanje zaustavil, bitka pa se je končala 14. maja z umikom vseh ruskih sil iz mesta proti ruski meji. Svetovalec ukrajinskega predsednika je bitko opisal kot "Stalingrad 21. stoletja."

### Herson
- Bitka za Herson
Bitka za Herson se je začela 24. februarja 2022 z napadom ruskih kopenskih enot in zračnih sil, ki so napad izvedle s polotoka Krim, prečkale reko Dneper in 2. marca 2022 zavzele samo mesto. Herson je bilo prvo večje ukrajinsko mesto, ki so ga ruske sile zavzele v ruski invaziji na Ukrajino leta 2022.

### Mariupol
- Obleganje Mariupola
Obleganje Mariupola je bil vojaški spopad v Ukrajini med rusko invazijo na Ukrajino leta 2022, ko so se ruske sile in sile separatistične Ljudske republike Doneck spopadle z ukrajinskimi silami v Mariupolu. Bitka, ki je bila del ruske vzhodno ukrajinske ofenzive, se je začela 24. februarja 2022 in končala 20. maja 2022, ko je Rusija objavila informacije o predaji ukrajinskih sil, potem ko jim je bila ukazana prekinitev boja.

### Volnovaha
- Bitka za Volnovaho
Bitko pri Volnovahi so 25. februarja 2022 začele sile Rusije in DPR sile kot del vzhodno ukrajinske ofenzive med invazijo na Ukrajino leta 2022. Sile DPR so 12. marca mesto zavzele. Guverner Donecke oblasti Pavlo Kirilenko je izjavil, da je bilo mesto v veliki meri uničeno. Associated Press je zavzetje s strani sil DPR in mero uničenosti neodvisno preveril.

### Irpin
- Bitka za Irpin
Bitka za Irpin se je začela 27. februarja 2022 z vdorom ruskih kopenskih sil v mesto. Do 14. marca so zavzeli polovico mesta. Mesto so 28. marca po enomesečni bitki ponovno zavzele ukrajinske kopenske sile.

### Buča
- Bitka za Bučo
Bitka za Bučo se je začela 27. februarja 2022 z vstopom enot ruskih kopenskih sil v mesto. Mesto so 31. marca ponovno zavzele ukrajinske sile po enomesečni bitki. Po osvoboditvi so dokazi o množičnih grobovih v mestu kmalu razkrili dejstvo, da je med bitko prišlo do vojnih zločinov ruskih kopenskih sil proti prebivalstvu mesta in osebju oboroženih sil, ti so postali znani kot pokol v Buči. Razkritja umorov prebivalcev mesta med rusko okupacijo mesta s strani ruskih vojakov, preden so ga osvobodile oborožene sile Ukrajine, so pretresla mednarodno skupnost.

### Ohtirka
- Bitka za Ohtirko
Bitka za Ohtirko se je začela 24. februarja 2022, ko so ruske kopenske enote poskušale vstopiti v mesto. Od takrat je bilo mesto oblegano in je bilo deležno številnih topniških napadov.

### Mikolajov
- Bitka za Mikolajiv
Bitka za Mikolajiv se je začela 26. februarja 2022, ko so ruske kopenske enote poskusile vstopiti v mesto. Od takrat je bilo mesto deležno številnih ruskih topniških napadov.